# Przygotowana likwidacja w upadłości
Przygotowana likwidacja (pre-pack) – nowa instytucja wprowadzona do polskiego prawa upadłościowego na skutek wejścia w życie dnia 1 stycznia 2016 roku ustawy Prawo restrukturyzacyjne. Tym samym, doszło do wprowadzenia nowego działu w ustawie Prawo upadłościowe, które odpowiednio reguluje postępowanie w ramach przygotowanej likwidacji (pre-pack) – Dział VII ustawy, art. 56a–56h.

## Cel wprowadzenia przygotowanej likwidacji w upadłości
Głównym założeniem wprowadzenia przygotowanej likwidacji (pre-packu) było maksymalne skrócenie czasu postępowania upadłościowego, a także sprawniejsze zaspokojenie wierzycieli w związku ze:
- sprzedażą przedsiębiorstwa dłużnika lub
- zorganizowanej części przedsiębiorstwa lub
- składników majątkowych stanowiących znaczną część przedsiębiorstwa.

Co do zasady, przygotowana likwidacja w upadłości trwa około 4 miesięcy. Sąd upadłościowy rozpatruje wniosek o ogłoszenie upadłości w ciągu 2 miesięcy od dnia jego złożenia, a syndyk powinien zawrzeć umowę sprzedaży w ciągu 30 kolejnych dni od momentu uprawomocnienia się postanowienia o ogłoszeniu upadłości.

## Istota przygotowanej likwidacji (pre-packu)
Do wniosku o ogłoszenie upadłości może zostać dołączony wniosek o zatwierdzenie warunków sprzedaży, wcześniej już wspomnianego, przedsiębiorstwa w rozumieniu art. 551 kodeksu cywilnego, zorganizowanej lub zorganizowanych części przedsiębiorstwa, albo składników majątkowych niebędących zorganizowaną częścią przedsiębiorstwa. Wydanie postanowienia o ogłoszeniu upadłości i uwzględnienie sprzedaży przez sąd powoduje, że syndyk nie spienięża majątku, a jedynie ogranicza się do zawarcia umowy sprzedaży. Osobą, która może złożyć wniosek o zatwierdzenie warunków sprzedaży jest zarówno dłużnik, jak i wierzyciel.
Należy jednak pamiętać, że wniosek ten nie może obejmować składników majątkowych objętych zastawem rejestrowym, jeżeli umowa o ustanowienie zastawu rejestrowego przewiduje przejęcie przedmiotu zastawu albo jego sprzedaż na podstawie art. 24 ustawy z dnia 6 grudnia 1996 r. o zastawie rejestrowym i rejestrze zastawów (Dz.U. z 2018 r. poz. 2017), chyba że do wniosku zostanie dołączona pisemna zgoda zastawnika.
Dodatkowo, do wniosku dołącza się opis i oszacowanie danego składnika majątkowego, który jest objęty wnioskiem. Opisz wraz z oszacowaniem powinny być przygotowane przez osobę wpisaną na listę biegłych sądowych. Sprzedaż w ramach przygotowanej likwidacji jest możliwa, jeżeli cena nie jest niższa niż ta wynikająca z oszacowania.

## Warunki uwzględnienia wniosku o zatwierdzenie sprzedaży w ramach pre-packu
Zgodnie z art. 56c ustawy Prawo upadłościowe, sąd uwzględni wniosek o zatwierdzenie warunków sprzedaży w ramach przygotowanej likwidacji, jeśli cena jest wyższa niż kwota możliwa do uzyskania w postępowaniu upadłościowym przy likwidacji na zasadach ogólnych, pomniejszona o koszty postępowania, które należałoby ponieść w związku z likwidacją w takim trybie.
Ponadto, sąd może zdecydować się na uwzględnienie wniosku, jeśli cena jest zbliżona do kwoty możliwej do uzyskania w postępowaniu upadłościowym przy likwidacji na zasadach ogólnych, pomniejszonej o koszty postępowania, które należałoby ponieść w związku z likwidacją w takim trybie, jeżeli przemawia za tym ważny interes publiczny lub możliwość zachowania przedsiębiorstwa dłużnika.
Jeśli do wniosku o zatwierdzenie warunków sprzedaży został dołączony dowód wpłaty pełnej kwoty, to niezwłocznie dochodzi do wydania przedsiębiorstwa po wydaniu postanowienia o ogłoszeniu upadłości.